# 서방 세계

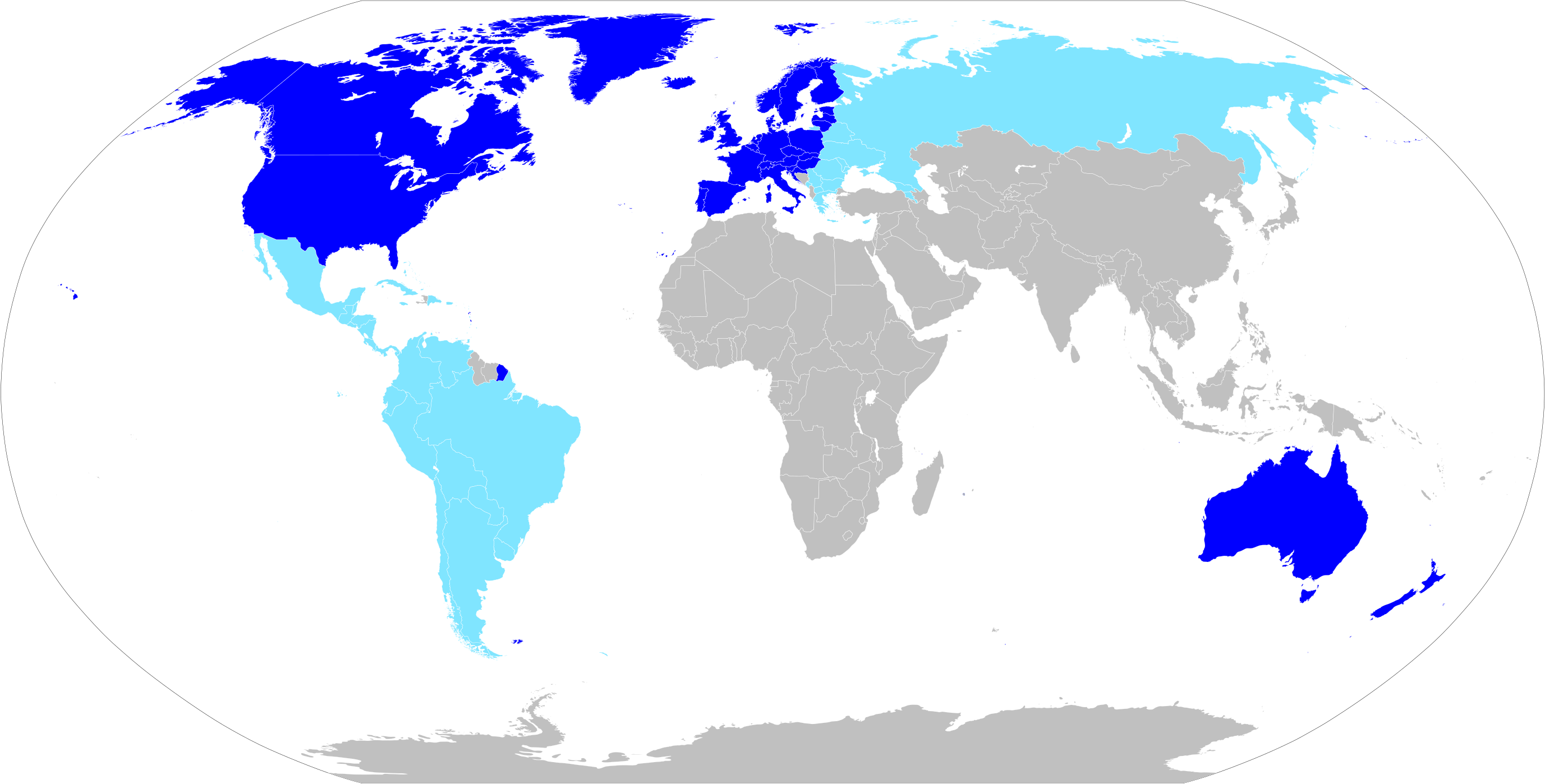
새뮤얼 P. 헌팅턴(Samuel P. Huntington)의 1996년 문명의 충돌(Clash of Civilizations)에서 파생된 서구 세계: 연한 파란색은 서구의 일부이거나 서구와 밀접하게 관련된 별개의 문명인 라틴아메리카와 정교회 세계이다.

서방 세계(西方世界, 영어: western world) 또는 서구 세계(西歐世界)는 주로 오스트랄라시아, 서유럽, 및 북미 지역의 다양한 국가와 주를 의미한다. 동유럽과 라틴아메리카도 서구를 구성하는지에 대한 논쟁이 있다. 마찬가지로 서양 세계는 오리엔트(라틴어 oriens '기원, 일출, 동쪽'에서 유래)로 알려진 동방 세계와 대조적으로 서양(라틴어 occidens '석양, 일몰, 서쪽'에서 유래)이라고 불린다. 서양은 진화하는 개념으로 간주된다. 즉, 고정된 국경과 구성원이 있는 경직된 지역이 아니라 다양한 집단 간의 문화적, 정치적, 경제적 시너지로 구성된다. "서방 세계"의 정의는 상황과 관점에 따라 다르다.
현대의 서방 세계는 본질적으로 문명이나 문화가 서구로 간주되는 국가를 포함한다.

## 같이 보기
- 미국화
- 아메리카
- 영어권
- 대서양주의
- 탈아론
- 동서양 이분법
- 유럽화
- 제1세계
- 프랑스어권
- 글로벌 노스와 글로벌 사우스
- 스페인어권
- 마그레브
- 먼로주의
- 3개의 세계 모델
- 서양 밀교
- 서반구
- 서양 철학
- 서양 문화
- 반서방 감정

관련 단체
- 유럽 연합 정상회의
- 유럽 경제 지역
- 유럽 연합
- G7
- 북대서양 조약 기구

유엔 대표
- 동유럽 지역 그룹
- 서유럽과 기타 지역 그룹